# Zaib-un-Nissa Hamidullah
Zaib-un-Nissa Hamidullah (en bengalí: জেবুন্নেসা হামিদুল্লাহ en urdu: زیب النساء حمیداللہ‎  ; 25 de diciembre de 1918 - 10 de septiembre de 2000) fue una escritora y periodista paquistaní.

## Carrera
Fue pionera de la literatura, el periodismo en inglés y el feminismo en Pakistán. Fue la primera editora y columnista del país que escribió en inglés. La calle Zaibunnisa en Karachi lleva su nombre.
Antes de la independencia en 1947, escribió para muchos periódicos indios y fue la primera mujer musulmana en escribir una columna en un periódico indio. Después de la independencia, su columna en el periódico Dawn la convirtió en la primera comentarista política de Pakistán. Después de dejar Dawn, se convirtió en la fundadora de Mirror, la primera revista social de lujo en Pakistán.  Debido a su condición de primera editora de su país, se convirtió en la primera mujer incluida en las delegaciones de prensa enviadas al extranjero. En una de estas delegaciones, en 1955, se convirtió en la primera mujer en hablar en la antigua Universidad de al-Azhar en El Cairo, Egipto.